# Desplaçament batocròmic
En espectroscòpia, el desplaçament batocròmic ((del grec βαθύς (bathys), profund; χρῶμα (chrōma), color); per tant, l'ortografia alternativa menys comuna baticròmic) és un canvi de posició de la banda espectral en l'espectre d'absorció, reflectància, transmitància o espectre d'emissió d'una molècula a una longitud d'ona més llarga (freqüència més baixa). Com que el color vermell de l'espectre visible té una longitud d'ona més llarga que la majoria dels altres colors, l'efecte també s'anomena desplaçament al vermell.
El desplaçament hipocròmic és un canvi a una longitud d'ona més curta (freqüència més alta).

## Condicions
Pot ocórrer a causa d'un canvi en les condicions ambientals: per exemple, un canvi en la polaritat del dissolvent donarà lloc a solvatocromisme.
Una sèrie de molècules relacionades estructuralment en una sèrie de substitució també poden mostrar un desplaçament batocròmic. El desplaçament batocròmic és un fenomen vist en espectres moleculars, no en espectres atòmics; per tant, és més habitual parlar del moviment dels pics de l'espectre que de les línies.
{\displaystyle \Delta \lambda =\lambda \!_{{\text{estat 2}} \atop {\text{observat}}}-\,\lambda \!_{{\text{estat 1}} \atop {\text{observat}}}}
on {\displaystyle \lambda } és la longitud d'ona del pic espectral d'interès, i {\displaystyle \lambda \!_{{\text{estat 2}} \atop {\text{observat}}}>\,\lambda \!_{{\text{estat 1}} \atop {\text{observat}}}.}

## Detecció
El desplaçament batocròmic normalment es demostra mitjançant un espectrofotòmetre, un colorímetre o un espectroradiòmetre.